# Jean Risbec
Jean Risbec, född 1895, död 1964, var en fransk zoolog som specialiserade sig på insekter. Han skrev även en avhandling om skaldjur i Nya Kaledonien.
Auktorsnamnet Risbec kan användas för Jean Risbec i samband med ett vetenskapligt namn inom zoologin; se Wikipedia-artiklar som länkar till auktorsnamnet.